# Acanthophyllum kurdicum
Acanthophyllum kurdicum là loài thực vật có hoa thuộc họ Cẩm chướng. Loài này được Boiss. & Hausskn. mô tả khoa học đầu tiên năm 1888.